# Странд (тауншип, Миннесота)
Странд (англ. Strand) — тауншип в округе Норман, Миннесота, США. На 2000 год его население составило 129 человек.

## География
По данным Бюро переписи населения США площадь тауншипа составляет 93,1 км², из которых 93,1 км² занимает суша, водоёмов нет.

## Демография
По данным переписи населения 2000 года здесь находились 129 человек, 49 домохозяйств и 39 семей. Плотность населения —  1,4 чел./км². На территории тауншипа расположено 59 построек со средней плотностью 0,6 построек на один квадратный километр. Расовый состав населения: 84,50 % белых, 6,20 % коренных американцев, 2,33 % — других рас США и 6,98 % приходится на две или более других рас. Испанцы или латиноамериканцы любой расы составляли 5,43 % от популяции тауншипа.
Из 49 домохозяйств в 22,4 % воспитывались дети до 18 лет, в 57,1 % проживали супружеские пары, в 8,2 % проживали незамужние женщины и в 20,4 % домохозяйств проживали несемейные люди. 20,4 % домохозяйств состояли из одного человека, при том 4,1 % из — одиноких пожилых людей старше 65 лет. Средний размер домохозяйства — 2,63, а семьи — 2,92 человека.
20,9 % населения — младше 18 лет, 7,8 % — в возрасте от 18 до 24 лет, 27,1 % — от 25 до 44, 30,2 % — от 45 до 64, и 14,0 % — старше 65 лет. Средний возраст — 41 год. На каждые 100 женщин приходилось 134,5 мужчин. На каждые 100 женщин старше 18 приходилось 121,7 мужчин.
Средний годовой доход домохозяйства составлял 34 583 доллара, а средний годовой доход семьи —  40 625 долларов. Средний доход мужчин —  25 833  доллара, в то время как у женщин — 17 083. Доход на душу населения составил 15 214 долларов. За чертой бедности находились 5,7 % семей и 14,4 % всего населения тауншипа, из которых 42,9 % младше 18 лет.